# Calymperes serratum
Calymperes serratum là một loài rêu trong họ Calymperaceae. Loài này được A. Braun ex Müll. Hal. mô tả khoa học đầu tiên năm 1849.